# Лохардага (округ)
Лохардага (хинди लोहरदग्गा जिला; англ. Lohardaga) — округ в индийском штате Джаркханд. Образован в 1983 году из части территории округа Ранчи. Административный центр — город Лохардага. Площадь округа — 1491 км². По данным всеиндийской переписи 2001 года население округа составляло 364 521 человек. Уровень грамотности взрослого населения составлял 53,6 %, что ниже среднеиндийского уровня (59,5 %). Доля городского населения составляла 12,7 %.